# Анна Сігал
Анна Сігал (англ. Anna Segal, 15 серпня 1986, Мельбурн)— австралійська фристайлістка, спеціалістка в слоупстайлі. Чемпіонка світу-2011 у слоупстайлі. У цьому ж сезоні зайняла восьме місце у заліку Кубка світу у цій дисципліні. Проте на етапах Кубка світу єдиним попаданням в ТОП-10 є 4 місце, зайняте 04/03/2012 у американському Маммоті. У сезоні 2003-2004 тричі сходила на п'єдестал пошани на етапах Кубка Європи, але як могулістка:
- 16/01/2004  Сан-Мартіно ді Кастроца - могул - бронза
- 17/01/2004  Сан-Мартіно ді Кастроца - могул - золото
- 06/02/2004  Ля-План - паралельний могул - бронза

Срібна призерка Європейських зимових екстремальних ігор 2011 року з слоупстайлу.